# 앙리 듀푸이 드 롬
앙리 듀푸이 드 롬(Stanislas Charles Henri Laurent Dupuy de Lôme, 1816년 10월 15일 - 1885년 2월 1일)은 프랑스의 조선 기술자이다. 서양 최초로 원양 항해 가능한 철갑장갑함 라 글로와르를 설계한 것 등으로 알려져 있다.

## 개요
모르비앙주 로리앙에 가까운 플리메르에서 태어났다. 에콜 폴리테크니크에서 배운 후 해군에 들어가 조선 기술자가 되었다. 1842년 영국에 파견되어 장갑함을 만드는 법을 배웠고, 그 보고서는 《장갑함 건설에 대한 기억》(Memoire sur la Construction des Batiments en Fer)로 1844년에 출판되었다.
툴롱의 해군 조선소에서 일하며 프랑스 해군 군함의 근대화에 기여했다. 1847년에서 스크류 구동 증기 기관 전열함인 르 나폴레옹의 건조를 시작하여 1850년에 진수하였고, 1852년에는 14노트 (26 km/h)의 속도를 얻었다. 장갑함의 개발도 지휘했고, 1859년 서양 최초의 원양 항해 가능한 철갑장갑함 라 글로와르를 진수했다.
보불 전쟁이 시작된 1870년에는 국방위원회 위원이었으며, 프러시아 군대가 포위한 파리에 연락을 할 수 있도록 인력으로 프로펠러를 구동하고, 조종하는 기구(비행선)를 개발하지만 실험이 행해진 것은 전쟁이 끝난 1872년이었다. 만년은 전동잠수함의 개발을 했고, 사후, 구스타브 제디(Gustave Zédé)에 의해 짐노트로서 완성되었다.